# Ажен (летовище)
Ажен (летовище) - пасажирський аеропорт, розташований у Ле-Пасаж за 3 км від Ажена,  в Новій Аквітанії, регіоні на південному заході Франції. Обслуговує рейси в Орлі і сезонні - в Аяччо.

## Авіакомпанії та напрямки
| Авіакомпанія     | Пункт призначення             |
| ---------------- | ----------------------------- |
| Chalair Aviation | Paris–Orly Seasonal: Bergerac |

## Трафік та статистика
Див. джерело запитів Вікіданих та джерела.
| 1998 рік                              | 25 671 | 0 -        | -      |  |
| 1999 рік                              | 26 285 | ▲ 0 2,4%   | -      |  |
| 2000 рік                              | 24 277 | ▼ 0 7,6%   | 38 163 |  |
| 2001 рік                              | 27 044 | ▲ 0 11,4%  | 36 664 |  |
| 2002 рік                              | 33 784 | ▲ 0 24,9%  | 36 757 |  |
| 2003 рік                              | 33 434 | ▼ 0 1,0%   | 27 918 |  |
| 2004 рік                              | 3 716  | ▼ 0 88,9%  | 33 824 |  |
| 2005 рік                              | 15 231 | ▲ 0 309,9% | 24 287 |  |
| 2006 рік                              | 23 024 | ▲ 0 51,2%  | 24 436 |  |
| 2007 рік                              | 7 244  | ▼ 0 68,5%  | 30 990 |  |
| 2008 рік                              | 23 461 | ▲ 0 223,9% | 75 844 |  |
| 2009 рік                              | 28 040 | ▲ 0 19,5%  | 30 246 |  |
| 2010 рік                              | 31 324 | ▲ 0 11,7%  | 35 186 |  |
| 2011 рік                              | 35 108 | ▲ 0 12,1%  | 36 998 |  |
| Джерело: Union des aéroports Français |        |            |        |  |